# Tadeusz Steinke
Tadeusz Steinke (ur. 26 marca 1952 w Pile), polski kolarz szosowy i przełajowy.

## Kariera
Wieloletni zawodnik KKS Polonia Piła. Karierę sportową rozpoczynał jako szosowiec, potem jako senior przeszedł do kolarstwa przełajowego. Trenerami klubowymi byli Józef Jankowski i Edward Kuczyński, a w kadrze – Edward Olejniczak.
Klasyfikacja przełajowców Challenge PZKol:
- 1976/77 – 8. miejsce
- 1977/78 – 5. miejsce
- 1978/79 – 2. miejsce
- 1979/80 – 3. miejsce
- 1980/81 – 3. miejsce

## Sukcesy
Kolarstwo szosowe:
- Mistrzostwa Polski w Drużynie 1972 – 2. miejsce
- Mistrzostwa Polski Par 1974 – 7. miejsce

Kolarstwo przełajowe:
- Mistrzostwa Świata 1979 Saccolongo – 5. miejsce
- Mistrzostwa Świata 1980 Wetzikon – 17. miejsce
- Mistrzostwa Świata 1981 Tolosa – 20. miejsce

## Źródła bibliograficzne
- „Złota Księga Kolarstwa Polskiego” Warszawa 1995